# Kool & the Gang
A Kool and the Gang egy amerikai disco, jazz, R&B, soul, funk együttes. A zenekar 1964-ben alakult Jersey Cityben, New Jersey államban. A könnyűzene történetének egyik legsikeresebb R&B és funky zenét játszó együttese. Több mint 70 millió albumot adtak el világszerte. Legismertebb daluk a Celebration.

## Diszkográfia
- 1969 – Kool and the Gang
- 1971 – Live at the Sex Machine
- 1971 – Live at PJ's
- 1972 – Music Is the Message
- 1972 – Good Times
- 1973 – Wild and Peaceful
- 1974 – Light of Worlds
- 1975 – Spirit of the Boogie
- 1976 – Open Sesame
- 1976 – Love & Understanding
- 1976 – Behind the Eyes
- 1977 – The Force
- 1978 – Everybody's Dancin'
- 1979 – Ladies' Night
- 1980 – Celebrate!
- 1981 – Something Special
- 1982 – As One
- 1983 – In the Heart
- 1984 – Emergency
- 1986 – Forever
- 1989 – Sweat
- 1993 – Unite
- 1996 – State of Affairs
- 2001 – Gangland
- 2004 – The Hits: Reloaded
- 2007 – Still Kool
- 2013 – Kool for the Holidays